# M66
M66（也稱為NGC 3627）是一個位於獅子座的螺旋星系，距離地球約3600萬光年。查爾斯·梅西耶在1780年發現該天體，它與M65、NGC 3628構成著名的獅子座三胞胎。

## 外部連結
- SEDS: Spiral Galaxy M66
- WIKISKY.ORG: SDSS image, M66 （页面存档备份，存于）
- Spiral Galaxy M66 at the astro-photography site of Mr. Takayuki Yoshida. （页面存档备份，存于）